# خرچنگان
خرچنگان یا سرنعل اسبیان (Cephalocarida) رده‌ای از جانوران سخت‌پوست هستند که شامل نه گونه از میگوهای ژرفزی می‌شوند. رده خرچنگان در سال ۱۹۵۵ کشف شد.
این رده را در راسته‌ای به نام کوتاه‌پایان (Brachypoda) قرار داده‌اند.
نام علمی رده خرچنگان به صورت «دارندگان سر میگو» ترجمه می‌شود و به این خاطر به این رده سرمیگوویسان هم گفته شده‌است. زیرا -ویسان پسوندی در فارسی است که برای نشان داده رده‌های جانوری به‌کار می‌رود.
شکم سرمیگوویسان به یازده بند کاهش یافته است؛ پاهای شکمی آنها از بین رفته و بدن دارای ضمایم سه‌شاخه‌ای و برگ‌شکل است؛ سرمیگوویسان پاهای سینه‌ای فراوان و مشابه دارند و فاقد چشم‌اند.